# Liabinae
Liabinae es una subtribu de plantas con flores  de la subfamilia Cichorioideae dentro de la familia Asteraceae con los siguientes géneros.

## Descripción
El tamaño de estas plantas varía entre los de las plantas gramíneas, arbustos a pequeños árboles (en Ferreyranthus algunas especies son de hasta 6 metros). Las hojas pueden tener una superficie ampollosa ( Dillandia ) o lisa; a lo largo del eje están dispuestas en una forma alterna. La inflorescencia está formada por los capítulos (pocos o muchos) con flores liguladas y tubulares (uno o el otro ausente o presente, tanto en función de la especie). Las cabezas de las flores se pueden recoger en forma de corimbos ( Liabum solidageniu ). En algunas especies los tallos son muy alargadas ( Dillandia subumbellata ). La mayoría de los géneros de esta subtribu tiene especies que están libres de látex ( Ferreyranthus , Liabum y Oligactis ).

## Distribución y hábitats
Las especies de esta subtribu se distribuyen entre México y la Argentina.

## Géneros
Comprende 5 géneros y unas 53 especies.

- Ferreyranthus H.Rob. & Brettell  (8 spp.)
- Dillandia V.A.Funk & H.Rob.  (3 spp.)
- Liabum Adans.  (27 spp.)
- Oligactis (Kunth) Cass.  (7 spp.)
- Sampera V.A.Funk & H.Rob.  (8 spp.)